# ستی فاطمه
ستی فاطمه (به فرانسوی: Sti Fadma) یک منطقهٔ مسکونی در مراکش است که در استان حوز واقع شده‌است. ستی فاطمه ۲۲٬۲۸۳ نفر جمعیت دارد.